# Perry Mutapa
Perry Mutapa (18 novembre 1979) è un ex calciatore zambiano, di ruolo centrocampista.

## Carriera

### Nazionale
Ha debuttato in Nazionale maggiore nel 1996. Ha partecipato, con la Nazionale, alla Coppa d'Africa 2000. Ha collezionato in totale, con la maglia della Nazionale, 18 presenze.

## Palmarès

### Club

#### Competizioni nazionali
- Coppa dello Zambia: 1

NAPSA Stars: 2012